# Вольфсбург-Ункерода
Вольфсбург-Ункерода (нем. Wolfsburg-Unkeroda) — община в Германии, в земле Тюрингия.
Входит в состав района Вартбург. Население составляет 734 человека (на 31 декабря 2010 года). Занимает площадь 9,04 км².